# Patrick Gässler
Patrick Gässler (* 30. Juli 1984 in Leonberg) ist ein ehemaliger deutscher Squashspieler.

## Karriere
Patrick Gässler spielte von 2004 bis 2007 professionell auf der PSA World Tour und erreichte in dieser Zeit zwei Finals. Seine höchste Platzierung in der Weltrangliste erreichte er mit Rang 119 im Mai 2007. Mit der deutschen Nationalmannschaft nahm er 2005 an der Weltmeisterschaft teil. Darüber hinaus gehörte er dreimal zum deutschen Kader bei Europameisterschaften: 2006, 2007 und 2008. Im Einzel nahm er 2004, 2006 und 2007 an der Europameisterschaft teil. 2004 und 2006 erreichte er jeweils das Achtelfinale. Für Deutschland trat er 2005 bei den World Games an und schied in der ersten Runde in drei Sätzen gegen James Willstrop aus.
Aufgrund von Verletzungen musste Gässler seine Profikarriere frühzeitig beenden. Er arbeitet heute als Squashtrainer.